# Kódži Murofuši
Kódži Murofuši (japonsky 室伏 アレクサンダー 広治, anglicky Koji Murofushi, (* 8. říjen 1974, Numazu) je japonský atlet, olympijský vítěz a mistr světa v hodu kladivem.

## Kariéra
V roce 1994 získal stříbrnou medaili na Asijských hrách v Hirošimě. Na následujících Asijských hrách v thajském Bangkoku (1998) a v jihokorejském Pusanu (2002) vybojoval zlaté medaile. Na mistrovství Asie v lehké atletice získal tři stříbrné (1993, 1995 a 1998) a jednu zlatou medaili (2002).
V roce 2001 získal na světovém šampionátu v Edmontonu stříbrnou medaili, když ve finále podlehl jen polskému kladiváři Szymonu Ziółkowskemu. 29. června 2003 v Praze si vytvořil výkonem 84,86 metru nový osobní rekord, který ho dnes řadí na páté místo v dlouhodobých tabulkách. V témže roce na MS 2003 v Paříži vybojoval bronz. V roce 2004 vyhrál hod kladivem na olympiádě v Athénách, ale až po dodatečné diskvalifikaci Maďara Adriána Annuse.
V roce 2006 vyhrál světové atletické finále ve Stuttgartu. O rok později na světovém šampionátu v Ósace skončil na 6. místě. Na LOH 2008 v Pekingu získal bronz po dodatečné diskvalifikaci dvou závodníků, kteří se umístili před ním. V roce 2010 však arbitrážní soud CAS ve švýcarském Lausanne rozhodl, že běloruští kladiváři Vadim Děvjatovskij (stříbro) a Ivan Tichon (bronz) dostanou medaile zpět.
V roce 2009 vyhrál po patnácté mistrovství Japonska v hodu kladivem.

## Osobní život
Murofuši pochází ze sportovní rodiny, jeho otec Šigenobu Murofuši byl rovněž kladivář, účastník dvou olympiád a vítěz Asijských her. Držel 23 let japonský rekord v hodu kladivem, než ho překonal jeho syn. Sestra Juka Murofušiová hází také kladivem, je medailistkou z mistrovství Asie. Murofušiho matka Stefanie Moritzová je bývalá rumunská atletka, reprezentantka v hodu oštěpem.